# Rostislav Pospíšil
Rostislav Pospíšil (* 6. září 1950, Brno) je český a moravský výtvarník, typograf, příležitostný spisovatel a divadelní autor. Věnuje se kresbě, grafice, malbě a scénografii. Pravidelně vystavuje od roku 1973. Samostatně vystavoval v Anglii, Německu, Polsku, Rakousku, USA na Moravě a v Čechách.
V 70. a 80. letech byl členem Divadla X Brno. V době letní olympiády v roce 1996 výtvarně vyzdobil zahradu českého olympijského domu v Atlantě (USA).
Jeho práce jsou zastoupeny i ve sbírkách Metropolitního muzea v New Yorku a soukromých sbírkách v Čechách, USA, Německu, Anglii a Rakousku.
Graficky připravil řadu knih pro různá nakladatelství (např. Atlantis Brno). Spolupracuje s Divadlem Husa na provázku v Brně, Theatrem Brett ve Vídni, Národním divadlem v Brně, Ekologickým institutem Veronica, Nadací Partnerství, přehlídkami Jiráskův Hronov, Otevřeno Kolín a dalšími. Část jeho prací je svázána s Hostětínem: je autorem informačních panelů v obci, objektů na naučné stezce Naokolo Hostětína a též vytvořil vizuální styl pro Moštárnu Hostětín.
| „ | Celé roky byla umělecká veřejnost přesvědčená, že jeho obrázky malují jeho vlastní děti. Když jeho děti vyrostly, říkalo se, že obrázky krade v mateřských školách. Pravda je ale horší, všechno maluje sám. | “ |

Žije v půdním bytě v Brně a na Kněževísku. 

## Výstavy

### Samostatné výstavy (výběr)
- 1986 Rostislav Pospíšil, Galerie Drogerie Zlevněné zboží, Brno
- 1987 Rostislav Pospíšil: Grafiky, kresby, malby & keramika, Výstavní síň Stará pošta, Nový Jičín
- 1987 Rostislav Pospíšil: Klaunův parní létající stroj, Vysokoškolský klub, Brno
- 1988 Rostislav Pospíšil: Kresba-humor, Studio Městského domu kultury P. Bezruče, Opava
- 1989 Rostislav Pospíšil: Důstojná procházka, Galerie Chodovská tvrz, Praha
- 1993 Rostislav Pospíšil: Krajinky, portréty & ostatní, Galerie U Dobrého pastýře, Brno
- 1999 Rostislav Pospíšil: Kresby & dřevěné sochy ze dřeva, Galerie U Dobrého pastýře, Brno
- 2001 Rostislav Pospíšil: Obrazy, kresby, grafika, Galerie z ruky, Křížovice, Doubravník
- 2004 Rostislav Pospíšil: Volná a užitá grafika, Minigalerie MIRA hvězdárny a planetária J. Palisy, Ostrava
- 2005 Rostislav Pospíšil: Kresby a obrazy, Galerie Hřebíček, Brno
- 2006 Rostislav Pospíšil: Obrazy a kresby, Galerie Skácelík, Olomouc
- 2010 Rostislav Pospíšil: ...Možná blues (ale i jiné krajiny), Městské divadlo Kolín, Studiová scéna, Kolín
- 2013 Rostislav Pospíšil, Galerie Otevřená zahrada, Brno
- 2023 Rostislav Pospíšil: Obrazy, Galerie F (Sokolská 8), Brno

### Účast na výstavách (výběr)
- 1980 Přehlídka mladých brněnských výtvarníků 1980, Galerie mladých, Brno
- 1982 Přehlídka mladých brněnských výtvarníků 1982, Galerie mladých, Brno
- 1984 Kresby pro Opus musicum, Městské kulturní středisko S. K. Neumanna, Brno
- 1984 Přehlídka mladých brněnských výtvarníků 1984, Galerie mladých, Brno
- 1986 Domalované fotografie Karla Slacha, Městské kulturní středisko S. K. Neumanna, Brno
- 1988 Humor ´88, Kresby, obrazy, plastiky, objekty, Krajská galerie, Hradec Králové
- 1988 Humor ´88. Obrazy-kresby-objekty, Horácká galerie, Nové Město na Moravě
- 1992 Drogerie zlevněné zboží, Ville de Rennes, Rennes
- 1994 Vizuální interpretace II - Současný grafický design a ilustrace z Jižní Moravy, Dům techniky, Brno
- 1998 Záznamy, dojmy, sny 2, Galerie z ruky, Křížovice, Doubravník